# Taurisches Palais

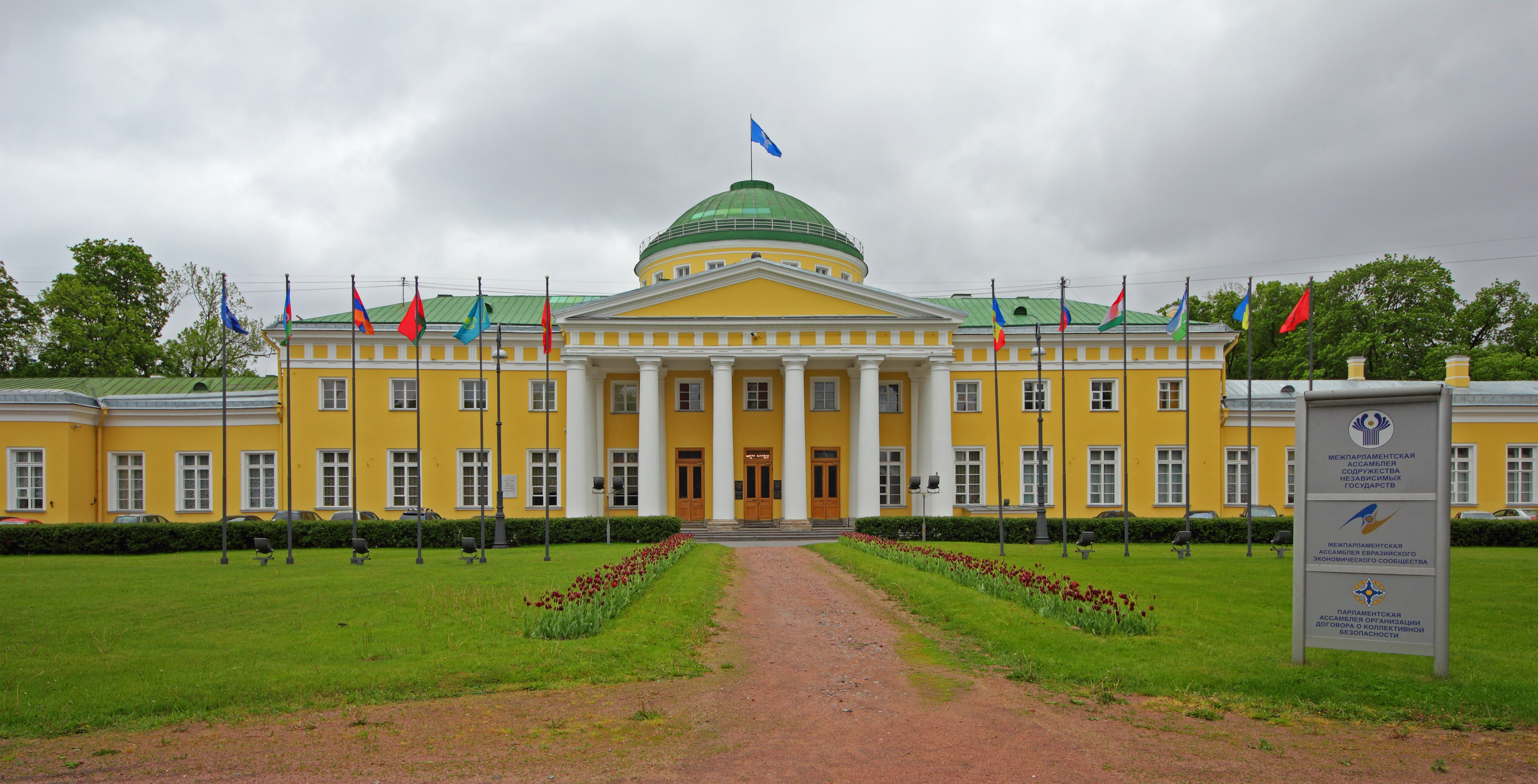
Heutige Ansicht

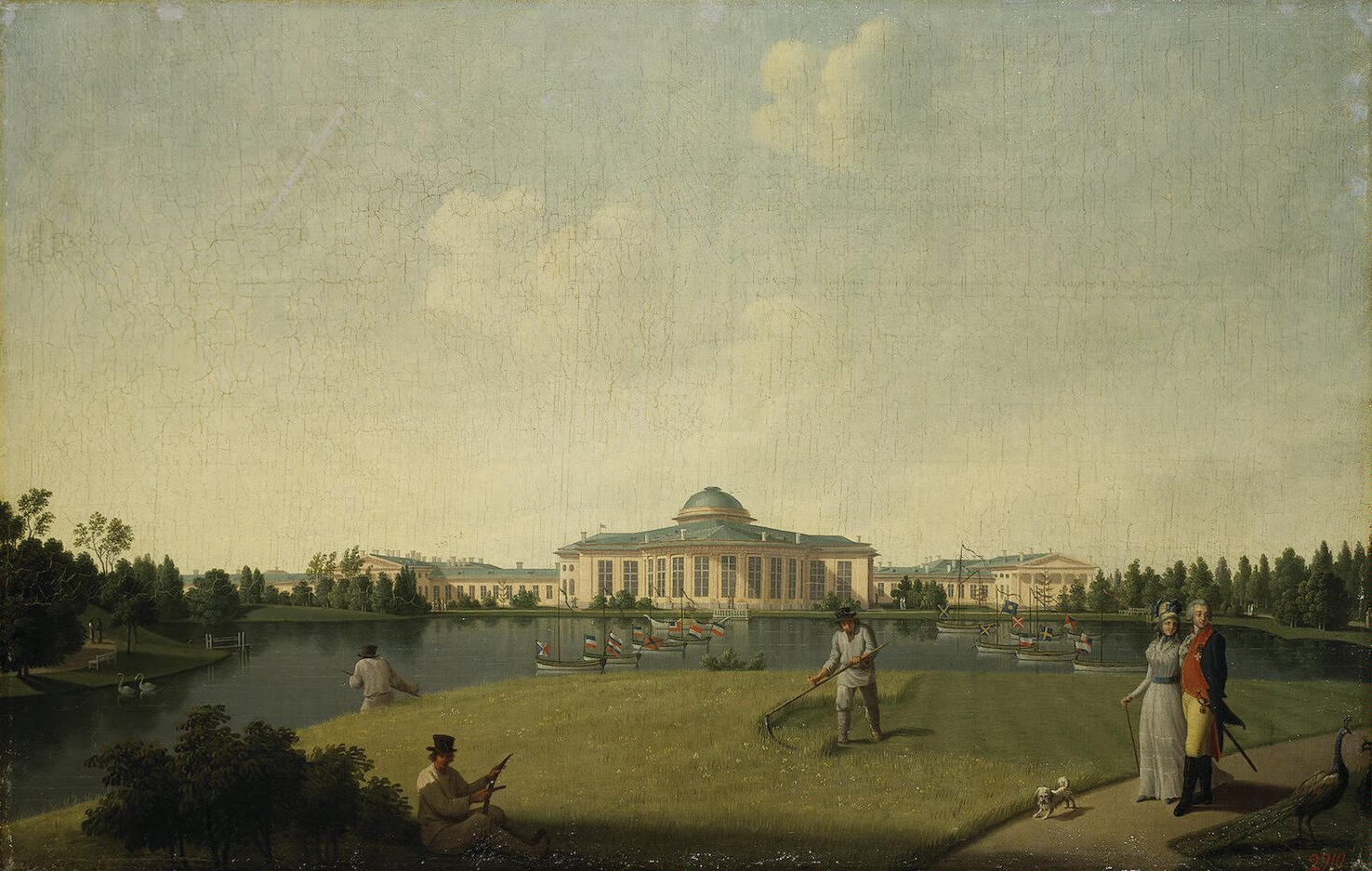
Benjamin Petersen: Blick auf den Taurischen Garten in St. Petersburg. 1797

Das Taurische Palais (russisch Таври́ческий дворе́ц Tawritscheski dworez, deutsch ‚Taurisches Schloss‘), genannt auch Taurischer Palast, ist ein Palast in der zweitgrößten russischen Stadt Sankt Petersburg.

## Geschichte
Das Palais wurde von Iwan Starow 1783–1789 im Auftrag Katharinas der Großen errichtet. Sie beschenkte damit ihren Liebhaber Grigori Potjomkin, Beiname Tawritscheski (= „Der Taurier“). Dort wurden von der Zarin auch Veranstaltungen abgehalten, etwa am 1. November 1795, als 300 weiß gekleidete Personen, Schmuck im Werte von geschätzt 10 Millionen Rubel tragend, dort ein rauschendes Fest feierten.
Katharinas Sohn Paul I. erwarb es nach Potjomkins Tod und gestaltete es zur Kaserne für das Gardekavallerieregiment um. Ihr Enkel Alexander I. ließ es unter Luigi Rusca wieder als Residenz restaurieren.
Nach der Revolution 1905 wurde der Palast im Jahre 1906 zum Sitz der Duma bestimmt. Hier tagten am 12. März 1917 die Arbeiter- und Soldatendeputierten des Petrograder Sowjet. Das Palais wurde auf den Banknoten der Republik, den „Kerenski“, abgebildet. Vom 3. bis 24. Juni 1917 fand im Gebäude der 1. Allrussische Kongress der Sowjets der Arbeiter- und Soldatenräte statt. Nach dem Juliaufstand dominierte die Partei der Bolschewiki zusammen mit den Linken Sozialrevolutionären den Petrograder Sowjet. Im August 1917 wurden die Sitzungen der Deputierten in das nahe Smolny-Institut verlegt.
Nach der Oktoberrevolution diente der Taurische Palast als Tagungsort der von Roten Garden aufgelösten russischen Konstituante. Im Mai 1918 hielt hier die Partei der Bolschewiki, die Sozialdemokratische Arbeiterpartei Russlands (Bolschewiki), ihren 7. Kongress ab, auf dem sie sich in Kommunistische Partei Russlands (Bolschewiki) umbenannte.
Bis 1990 war das Palais höhere Parteischule der KPdSU Leningrads. Heute ist es ein Regierungsgebäude in der uliza Schpalernaja 47, das für Kongresse und Ausstellungen verwendet wird. Den Sitzungssaal benutzt seit 1990 die interparlamentarische Versammlung der Gemeinschaft Unabhängiger Staaten.

## Gebäude

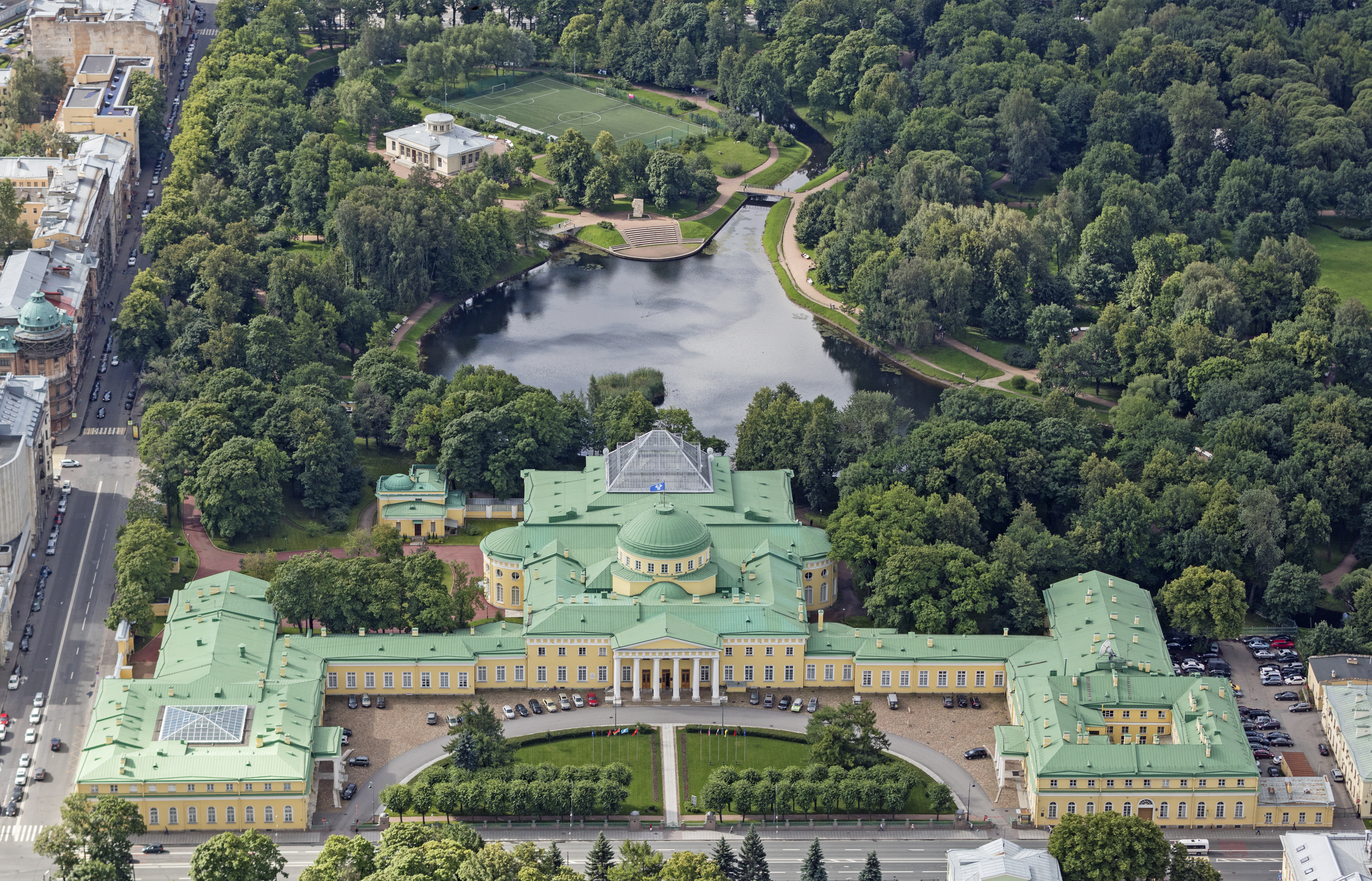
Luftbild der Anlage

Das Gebäude ist in klassizistischem Stil mit sechssäuligem Portikus auf der Mittelachse errichtet. Darüber liegt eine Rotunde mit flacher Kuppel. Die Seitentrakte schließen mit Pavillons ab. Zum Palais gehört ein Landschaftspark mit Hügeln, Teichen und Bächen.

## Orgel
Die Orgel wurde 2011 von dem Orgelbauer Gerhard Grenzing (El Papiol, Spanien) erbaut. Das Instrument hat 23 Register auf zwei Manualen und Pedal. Die Trakturen sind mechanisch.
| I Grand'Orgue C–a3 |                  |     |
| 1.                 | Bourdon          | 16′ |
| 2.                 | Montre           | 8′  |
| 3.                 | Flûte à cheminée | 8′  |
| 4.                 | Prestant         | 4′  |
| 5.                 | Flûte ouverte    | 4′  |
| 6.                 | Quarte           | 2′  |
| 7.                 | Cornet V         |     |
| 8.                 | Plein-Jeu IV     |     |
| 9.                 | Trompette        | 8′  |
|                    | Tremblant        |     |

| II Positif C–a3 |                             |        |
| 10.             | Bourdon                     | 8′     |
| 11.             | Salicional (tw. aus Nr. 10) | 8′     |
| 12.             | Prestant                    | 4′     |
| 13.             | Flûte Douce                 | 4′     |
| 14.             | Nazard                      | 2 ⁄3′  |
| 15.             | Doublette                   | 2′     |
| 16.             | Tierce                      | 1 3⁄5′ |
| 17.             | Larigot                     | 1 ⁄3′  |
| 18.             | Cromorne                    | 8′     |
|                 | Tremblant                   |        |

| II Pedale C–f1 |                         |     |
| 19.            | Soubasse                | 16′ |
| 20.            | Flûte                   | 8′  |
| 21.            | Flûte                   | 4′  |
| 22.            | Basson (tw. aus Nr. 23) | 16′ |
| 23.            | Trompette               | 8′  |

- Koppeln: II/I, I/P, II/P